# Herningsholmskolen
Herningsholmskolen er en folkeskole i Herning. Skolen har ca. 950 elever fordelt på 26 klasser (0. til 9. klassetrin) samt 13 centerklasser. 
Skolen er bygget i 1956 og er opkaldt efter den nærliggende herregård Herningsholm. Bygningen er tegnet af arkitektfirmaet Hoff & Windinge og byggeriet kostede 6 mio. kr. Skolen blev bygget for at aflaste nogle af de andre daværende skoler i Herning og nåede på et tidspunkt helt op på 1.200 elever, hvilket var det dobbelte af kapaciteten. I 1988 virkede det imidlertid som om, at byrådet ønskede at nedlægge skolen, men den blev bevaret og er siden moderniseret flere gange.
Skolen skal rives ned og der skal bygges en ny, i udgangen af 2026. Skolen bliver bygget på fodboldbanerne, mens den gamle skole forbliver funktionel, indtil den nye er klar til åbning. 